# یاماها ۴۰۰ ببری
یاماها ۴۰۰ آر-دی (انگلیسی: Yamaha RD400) که در ایران با عنوان یاماها ۴۰۰ ببری شناخته می‌شود، یک موتورسیکلت شش دنده دوزمانه هوا خنک دو سیلندر با حجم ۳۹۹ سی‌سی (۲۴٫۳ مکعب اینچ) است که توسط کمپانی یاماها از سال ۱۹۷۶ تا ۱۹۷۹ تولید شده است. این موتور مستقیماً از یاماها RD350 تکامل یافته است. یاماها ۳۵۰ در سال ۱۹۷۶ به RD400C، به ترتیب "D", "E" در سال ۱۹۷۷، ۱۹۷۸ و مدل نهایی، ۱۹۷۹ آردی ۴۰۰اف (انگلیسی: RD400F) تکامل یافت.
این موتور سیکلت به دلیل استفاده توسط بروس لی به عنوان موتور شخصی وی در فیلم بازی مرگ قابل توجه است.

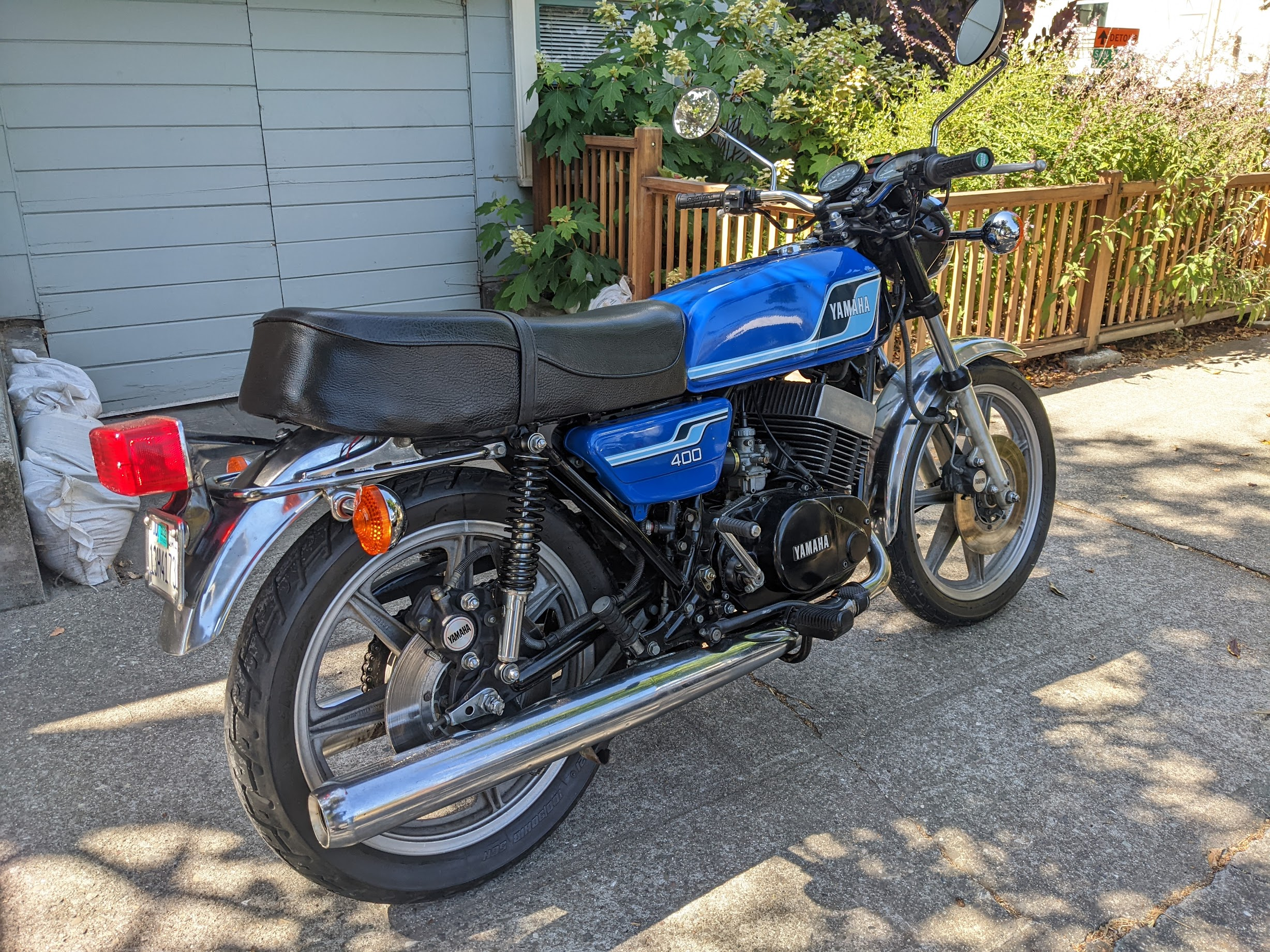
یاماها ۴۰۰آردی آبی رنگ سفارش آمریکا مدل ۱۹۷۷